# Valle församling
Valle församling är en församling i Skara pastorat i Skara-Barne kontrakt i Skara stift. Församlingen ligger i Skara kommun i Västra Götalands län.

## Administrativ historik
Församlingen bildades 2018 genom sammanslagning av Axvalls församling, Varnhems församling och Eggby-Öglunda församling och ingår i Skara pastorat.

## Kyrkor
- Eggby kyrka
- Norra Lundby kyrka
- Norra Vings kyrka
- Skånings-Åsaka kyrka
- Skärvs kyrka
- Stenums kyrka
- Varnhems klosterkyrka
- Öglunda kyrka